# Macropsis bimaculata
Macropsis bimaculata är en insektsart som beskrevs av Korolevskaya 1963. Macropsis bimaculata ingår i släktet Macropsis och familjen dvärgstritar. Inga underarter finns listade i Catalogue of Life.